# 詠彩繽紛
詠彩繽紛（英語：Contentment），是一匹曾在香港出賽的已退役賽駒，練馬師是蔡約翰，爲2014/2015年度最大進步馬匹。競賽生涯中兩勝國際一級賽。

## 簡介
2015年7月12日，莫雷拉策騎「詠彩繽紛」勝出第一班盃賽沙田一哩錦標。
2014/2015馬季，「詠彩繽紛」取得六捷，評分由52分增至101分，成爲2014/2015年度最大進步馬匹。
2015年10月1日，莫雷拉策騎「詠彩繽紛」勝出香港三級賽慶典盃。
2015年10月25日，莫雷拉策騎「詠彩繽紛」勝出香港二級賽沙田錦標。
2016年2月28日，柏寶策騎「詠彩繽紛」勝出國際一級賽女皇銀禧紀念盃。
2017年5月7日，柏寶策騎「詠彩繽紛」勝出國際一級賽冠軍一哩賽。
2018年2月1日，「詠彩繽紛」宣告退役，正式結束其競賽生涯。

## 在港服役期間勝出賽事全紀錄
| 比賽日期   | 賽事名稱             | 賽事班次 | 賽道 | 賽事路程 | 比賽馬場 | 名次 | 完成時間 | 騎師   |
| ---------- | -------------------- | -------- | ---- | -------- | -------- | ---- | -------- | ------ |
| 23/11/2014 | 沙田嶺讓賽           | 第四班   | 草地 | 1400米   | 沙田馬場 | 1    | 1:22.46  | 杜滿萊 |
| 20/12/2014 | 金錢讓賽             | 第四班   | 草地 | 1400米   | 沙田馬場 | 1    | 1:21.90  | 羅理雅 |
| 10/01/2015 | 健康快樂讓賽         | 第三班   | 草地 | 1400米   | 沙田馬場 | 1    | 1:23.01  | 羅理雅 |
| 01/03/2015 | 花旗銀行保險服務讓賽 | 第二班   | 草地 | 1800米   | 沙田馬場 | 1    | 1:47.05  | 莫雷拉 |
| 14/06/2015 | CHOPARD讓賽          | 第二班   | 草地 | 1600米   | 沙田馬場 | 1    | 1:34.51  | 莫雷拉 |
| 12/07/2015 | 沙田一哩錦標         | 第一班   | 草地 | 1600米   | 沙田馬場 | 1    | 1:33.62  | 莫雷拉 |
| 01/10/2015 | 慶典盃               | HKG3     | 草地 | 1400米   | 沙田馬場 | 1    | 1:21.17  | 莫雷拉 |
| 25/10/2015 | 東方表行沙田錦標     | HKG2     | 草地 | 1600米   | 沙田馬場 | 1    | 1:33.79  | 莫雷拉 |
| 28/02/2016 | 女皇銀禧紀念盃       | G1       | 草地 | 1400米   | 沙田馬場 | 1    | 1:21.24  | 柏寶   |
| 07/05/2017 | 冠軍一哩賽           | G1       | 草地 | 1600米   | 沙田馬場 | 1    | 1:35.23  | 柏寶   |